# Cladonia hammeri
Cladonia hammeri är en lavart som beskrevs av Ahti. Cladonia hammeri ingår i släktet Cladonia och familjen Cladoniaceae.   Inga underarter finns listade i Catalogue of Life.